# Hugo Viana
Hugo Viana (wym. [ˈuɣu ˈvjanɐ]; ur. 15 stycznia 1983 w Barcelos) – portugalski piłkarz grający na pozycji pomocnika.

## Życiorys
Karierę rozpoczął w Sportingu. Został wybrany Europejskim Młodym Piłkarzem Roku. W 2002 przeszedł do Newcastle United jednak po dwóch latach powrócił do Sportingu. W latach 2004–2005 strzelił 6 goli co było jego najlepszym jak dotychczas wynikiem. W reprezentacji zadebiutował w rozegranym 14 listopada 2001 towarzyskim meczu z Angolą wygranym przez Portugalię 5:1. Viana brał udział w MŚ 2002 i MŚ 2006. Od lipca 2005 do 2007 roku występował w hiszpańskiej Valencii. Latem 2007 został wypożyczony do CA Osasuna i grał w niej do końca rozgrywek. Następnie powrócił do Valencii, a 31 lipca 2009 roku został wypożyczony do SC Braga.